# Хлопчики (фільм, 1990)
Хлопчики (рос. Мальчики) — художній фільм 1990 року.

## Сюжет
Фільм знятий за однойменною десятій книзі частини четвертої роману Федора Михайловича Достоєвського «Брати Карамазови».

## У ролях
- Дмитро Черніговський — Альоша Карамазов
- Олексій Достоєвський (праправнук Ф. М. Достоєвського) — Коля Красоткин
- Ольга Гобзева — мати Іллі
- Людмила Зайцева — Агафія
- Лев Поляков — лікар
- Олександр Суховський — Іллюша Снєгірьов
- Євген Ташков — відставний штабс-капітан Снєгірьов
- Анастасія Іванова — Варвара Миколаївна
- Олександр Воронін — Смуров
- Сергій Макаров — Карташов
- Марія Суховська — Ніна Миколаївна
- Микола Пєчкін — Овчинников
- Ілля Конопльов — Рижиков
- Дмитро Достоєвський (правнук Ф. М. Достоєвського) — епізод
- Любов Соколова — епізод

## Нагороди
- Приз за кращу операторську роботу Олегу Мартинову на КФ слов'янських фільмів «Золотий Витязь» (1992)

## Знімальна група
- Автор сценарію: Реніта Григор'єва
- Режисери: Реніта Григор'єва і Юрій Григор'єв
- Оператор: Олег Мартинов
- Художник Анатолій Анфілов
- Композитор: Павло Чекалов